# Uguccione Caqualoro
Uguccione Caqualoro (Vercelli, ... – Torino, 1243) è stato un vescovo cattolico italiano.

## Biografia
Uguccione Caqualoro, indicato anche con i nomi di Ugo, Ugone o Uguccio, secondo alcuni storici come l'Ughelli sarebbe appartenuto alla nobile casata vercellese dei Cagnola.
Canonico della cattedrale, venne nominato vescovo di Torino agli inizi del mese di luglio dell'anno 1231 e venne eletto senza l'approvazione del potente Prevosto di Oulx (o Ulzio) che risultava essere uno dei più importanti elettori.
Anch'egli, come alcuni suoi predecessori, ebbe delle contese con i Savoia a proposito del possesso di alcuni castelli che egli rivendicava come proprietà della diocesi di Torino.
Circa la sua data di morte, il luogo fu certamente la sede episcopale di Torino, ma il giorno preciso sembra essere databile a dopo il 18 aprile 1243, data a cui risale l'ultima lettera da lui scritta di cui ci sia rimasta traccia.